# FC SKVICH Minsk
El FC SKVICH Minsk fue un equipo de fútbol de Bielorrusia que alguna vez jugó en la Liga Premier de Bielorrusia, la máxima categoría de fútbol en el país.

## Historia
Fue fundado en el año 2000 en la capital Minsk por la compañía de transportes SKVICH, la cual hacía inversiones en programas deportivos como el fútbol desde años atrás.
El club recibió apoyo de la empresa ferroviaria de Bielorrusia y por ello bautizaron al club con el nombre Lokomotiv Minsk, logrando el título de la Segunda División de Bielorrusia en 2001 y tercer lugar de la Primera División de Bielorrusia en 2002 para ascender a la Liga Premier de Bielorrusia en tan solo dos años de existencia.
El club pasó como un equipo yo-yo desde lograr su primer ascenso, esto porque mientras formó parte de la Liga Premier de Bielorrusia ocuparon la zona de descenso, pero en la Primera División de Bielorrusia se ubicaron en la parte alta de la tabla y en 2009 cambió su nombre por el que tenían originalmente FC SKVICH Minsk.
El club desaparece a inicios del 2014 luego de descender de la Primera División de Bielorrusia en 2013.

## Palmarés
- Primera División de Bielorrusia: 1

2004
- Segunda División de Bielorrusia: 1

2001

## Temporadas
| Temporada | Nivel | Posición | J  | G  | E | P  | GF-GC | Pts. | Domestic Cup | Notas       |
| --------- | ----- | -------- | -- | -- | - | -- | ----- | ---- | ------------ | ----------- |
| 2001      | 3     | 1        | 34 | 26 | 4 | 4  | 77–17 | 82   |              | Promovido   |
| 2002      | 2     | 3        | 30 | 20 | 6 | 4  | 59–16 | 66   | 1/4          | Promovido   |
| 2003      | 1     | 15       | 30 | 5  | 9 | 16 | 16–42 | 24   | Finalista    | Descendido  |
| 2004      | 2     | 1        | 30 | 24 | 3 | 3  | 75–25 | 75   | 1/4          | Promovido   |
| 2005      | 1     | 11       | 26 | 7  | 5 | 14 | 30–43 | 26   | 1/32         |             |
| 2006      | 1     | 13       | 26 | 5  | 4 | 17 | 26–52 | 19   | 1/16         | Descendido  |
| 2007      | 2     | 3        | 26 | 16 | 4 | 6  | 49–21 | 52   | 1/16         | Promovido   |
| 2008      | 1     | 14       | 30 | 6  | 7 | 17 | 28–50 | 25   | 1/16         | Descendido  |
| 2009      | 2     | 5        | 26 | 11 | 6 | 9  | 37–29 | 39   | 1/16         |             |
| 2010      | 2     | 2        | 30 | 17 | 7 | 6  | 52–21 | 58   | 1/64         |             |
| 2011      | 2     | 4        | 30 | 16 | 6 | 8  | 57–27 | 54   | 1/32         |             |
| 2012      | 2     | 4        | 28 | 16 | 7 | 5  | 61–19 | 55   | 1/4          |             |
| 2013      | 2     | 15       | 30 | 3  | 3 | 24 | 21–63 | 12   | 1/4          | Desapareció |